# 砺波市
砺波市（となみし）は、富山県の西部にある市。

砺波市中心部周辺（出町地区）の空中写真。
2022年10月20日撮影の18枚を合成作成。。

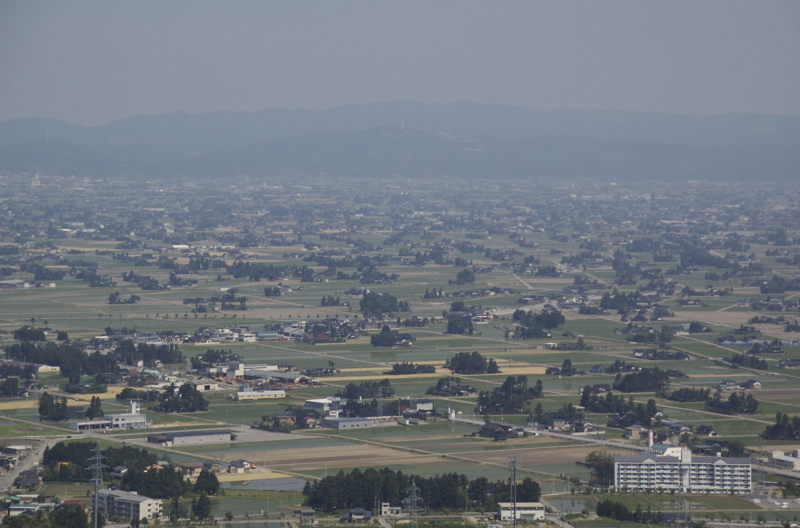
高台から望む砺波平野の散居村

田園地帯に農家が点在する散居村の風景や、毎年ゴールデンウィークに開催されているとなみチューリップフェアなどで知られる。

## 地理
砺波平野の中心に位置しており、北陸自動車道砺波IC、高岡砺波SICが立地し、北陸自動車道と、東海北陸自動車道・能越自動車道が交差していることや、南北に国道156号、東西に国道359号が伸びていることから、大型の郊外型商業施設が多い。
庄川の清流で知られ、発電のほか、水稲種子（種籾）の生産、挽物木地の発展に寄与してきた。水の郷百選「庄川の水と散居のなかに 花と緑の活力にみちたふるさと となみ」にも選ばれている。
庄川町地域では、庄川温泉郷と言われる温泉街が所在し、複数の一軒宿が連ねている。
- 山：牛岳、高尾山、鉢伏山、三条山、天狗山
- 河川: 庄川、和田川
- 湖沼: 増山湖、小牧湛水池

### 隣接している自治体
- 高岡市
- 小矢部市
- 南砺市
- 射水市
- 富山市

### 気候
豪雪地帯対策特別措置法において、旧庄川町は特別豪雪地帯、それ以外の地域は豪雪地帯に指定されている。
- 気温 - 最高38.8℃（2023年（令和5年）8月10日）、最低-12.0℃（1978年（昭和53年）2月17日）
- 最大日降水量 - 155ミリ（1983年（昭和58年）9月28日）
- 最大瞬間風速 - 39.8メートル（2012年（平成24年）4月3日）
- 最深積雪 - 192センチ（1981年（昭和56年）1月13日）
- 夏日最多日数 - 131日（2024年（令和6年））
- 真夏日最多日数 - 75日（2023年（令和5年））
- 猛暑日最多日数 - 11日（2023年（令和5年））
- 熱帯夜最多日数 - 16日（2023年（令和5年）、2024年（令和6年））
- 冬日最多日数 - 95日（1984年（昭和59年））
- 真冬日最多日数 - 17日（1977年（昭和52年））

| 砺波（1991年 - 2020年）の気候      | 砺波（1991年 - 2020年）の気候 | 砺波（1991年 - 2020年）の気候 | 砺波（1991年 - 2020年）の気候 | 砺波（1991年 - 2020年）の気候 | 砺波（1991年 - 2020年）の気候 | 砺波（1991年 - 2020年）の気候 | 砺波（1991年 - 2020年）の気候 | 砺波（1991年 - 2020年）の気候 | 砺波（1991年 - 2020年）の気候 | 砺波（1991年 - 2020年）の気候 | 砺波（1991年 - 2020年）の気候 | 砺波（1991年 - 2020年）の気候 | 砺波（1991年 - 2020年）の気候 |
| 月                                 | 1月                           | 2月                           | 3月                           | 4月                           | 5月                           | 6月                           | 7月                           | 8月                           | 9月                           | 10月                          | 11月                          | 12月                          | 年                            |
| ---------------------------------- | ----------------------------- | ----------------------------- | ----------------------------- | ----------------------------- | ----------------------------- | ----------------------------- | ----------------------------- | ----------------------------- | ----------------------------- | ----------------------------- | ----------------------------- | ----------------------------- | ----------------------------- |
| 最高気温記録 °C （°F）             | 18.9 (66)                     | 20.8 (69.4)                   | 25.7 (78.3)                   | 30.2 (86.4)                   | 32.2 (90)                     | 34.9 (94.8)                   | 36.2 (97.2)                   | 38.8 (101.8)                  | 35.9 (96.6)                   | 33.9 (93)                     | 27.8 (82)                     | 23.6 (74.5)                   | 38.8 (101.8)                  |
| 平均最高気温 °C （°F）             | 5.5 (41.9)                    | 6.4 (43.5)                    | 10.7 (51.3)                   | 16.8 (62.2)                   | 22.0 (71.6)                   | 25.1 (77.2)                   | 28.8 (83.8)                   | 30.4 (86.7)                   | 26.3 (79.3)                   | 20.8 (69.4)                   | 14.9 (58.8)                   | 8.9 (48)                      | 18.1 (64.6)                   |
| 日平均気温 °C （°F）               | 2.1 (35.8)                    | 2.4 (36.3)                    | 5.9 (42.6)                    | 11.5 (52.7)                   | 16.9 (62.4)                   | 20.7 (69.3)                   | 24.7 (76.5)                   | 25.9 (78.6)                   | 21.9 (71.4)                   | 16.2 (61.2)                   | 10.5 (50.9)                   | 5.1 (41.2)                    | 13.7 (56.7)                   |
| 平均最低気温 °C （°F）             | −0.9 (30.4)                   | −1.2 (29.8)                   | 1.5 (34.7)                    | 6.4 (43.5)                    | 12.4 (54.3)                   | 17.2 (63)                     | 21.4 (70.5)                   | 22.2 (72)                     | 18.2 (64.8)                   | 12.2 (54)                     | 6.5 (43.7)                    | 1.6 (34.9)                    | 9.8 (49.6)                    |
| 最低気温記録 °C （°F）             | −10.9 (12.4)                  | −12.0 (10.4)                  | −8.6 (16.5)                   | −1.6 (29.1)                   | 4.1 (39.4)                    | 9.8 (49.6)                    | 14.7 (58.5)                   | 14.5 (58.1)                   | 9.3 (48.7)                    | 1.3 (34.3)                    | −2.3 (27.9)                   | −11.8 (10.8)                  | −12.0 (10.4)                  |
| 降水量 mm （inch）                 | 239.7 (9.437)                 | 151.5 (5.965)                 | 143.1 (5.634)                 | 115.8 (4.559)                 | 110.0 (4.331)                 | 167.7 (6.602)                 | 227.7 (8.965)                 | 201.1 (7.917)                 | 214.0 (8.425)                 | 168.2 (6.622)                 | 220.2 (8.669)                 | 269.3 (10.602)                | 2,228.2 (87.724)              |
| 降雪量 cm （inch）                 | 159 (62.6)                    | 128 (50.4)                    | 26 (10.2)                     | 1 (0.4)                       | 0 (0)                         | 0 (0)                         | 0 (0)                         | 0 (0)                         | 0 (0)                         | 0 (0)                         | 0 (0)                         | 62 (24.4)                     | 374 (147.2)                   |
| 平均降水日数 （≥1.0 mm）           | 23.0                          | 18.8                          | 17.1                          | 12.7                          | 10.8                          | 11.2                          | 13.9                          | 10.7                          | 13.0                          | 13.3                          | 17.3                          | 22.4                          | 184.2                         |
| 平均月間日照時間                   | 58.5                          | 83.6                          | 135.0                         | 173.6                         | 199.9                         | 142.9                         | 146.1                         | 193.4                         | 131.3                         | 138.2                         | 103.9                         | 65.8                          | 1,581.5                       |
| 出典1：Japan Meteorological Agency |                               |                               |                               |                               |                               |                               |                               |                               |                               |                               |                               |                               |                               |
| 出典2：気象庁                      |                               |                               |                               |                               |                               |                               |                               |                               |                               |                               |                               |                               |                               |

## 歴史

### 年表
- 1952年（昭和27年）4月1日 - 東礪波郡出町、油田村、五鹿屋村、庄下村、中野村及び林村が合併して、東礪波郡砺波町が発足する。当時の面積は31.23km2。人口は1953年（昭和28年）時点で16,744人[4]。
- 1954年（昭和29年）
  - 1月15日 - 東礪波郡太田村、南般若村、東野尻村、柳瀬村及び西礪波郡高波村を編入する。
  - 3月1日 - 東礪波郡栴檀野村、栴檀山村、般若村及び東般若村を編入する。
  - 4月1日 - 市制施行して、砺波市となる。
- 1955年（昭和30年）1月10日 - 東礪波郡鷹栖村を編入する。
- 1957年（昭和32年）9月30日 - 西礪波郡若林村の区域の一部を編入する。
- 1963年（昭和38年）4月15日 - 国道156号の出町地区東側に東回りバイパス開通[5][6][7]。
- 1967年（昭和42年）4月5日 - 栄町変則交差点にて市内初の信号機を設置[8]。
- 1973年（昭和48年）10月16日 - 北陸自動車道砺波インターチェンジ供用開始[9]。
- 1982年（昭和57年）4月27日 - 砺波市文化会館が竣工[10]。
- 1992年（平成4年）3月28日 - 東海北陸自動車道福光 - 小矢部砺波JCT間開通。
- 1993年（平成5年）10月 - 国道156号の市内区間の拡幅工事完成[6]。
- 2000年（平成12年））10月15日 - 第55回国民体育大会秋季大会開催。（10月28日まで）。
- 2004年（平成16年）11月1日 - 砺波市及び東礪波郡庄川町が合併して、砺波市が発足する[11]。なお同日、砺波市と隣接していた東礪波郡井波町・福野町も同日他の6町村と合併して南砺市が誕生したため、東礪波郡は消滅した。
- 2006年（平成19年）6月10日 - となみ散居村ミュージアム開館。
- 2007年（平成19年）4月23日 - むかわ町と姉妹都市提携・災害時相互支援協定を調印する。
- 2008年（平成20年）7月5日 - 東海北陸自動車道全線開通。
- 2014年（平成26年）4月1日 - 砺波市景観まちづくり条例施行。
- 2015年（平成27年）3月1日 - 北陸自動車道高岡砺波スマートインターチェンジ供用開始。

## 人口
| |                                        |  |
| 砺波市と全国の年齢別人口分布（2005年） | 砺波市の年齢・男女別人口分布（2005年） |  |
| ■紫色 ― 砺波市 ■緑色 ― 日本全国 | ■青色 ― 男性 ■赤色 ― 女性              |  |
| 砺波市（に相当する地域）の人口の推移 \| 1970年（昭和45年） \| 41,403人 \| \| \| 1975年（昭和50年） \| 41,805人 \| \| \| 1980年（昭和55年） \| 43,530人 \| \| \| 1985年（昭和60年） \| 44,150人 \| \| \| 1990年（平成2年） \| 44,521人 \| \| \| 1995年（平成7年） \| 45,918人 \| \| \| 2000年（平成12年） \| 48,092人 \| \| \| 2005年（平成17年） \| 49,429人 \| \| \| 2010年（平成22年） \| 49,410人 \| \| \| 2015年（平成27年） \| 49,000人 \| \| \| 2020年（令和2年） \| 48,154人 \| \| |                                        |  |
| 総務省統計局 国勢調査より |                                        |  |
| 1970年（昭和45年） | 41,403人                               |  |
| 1975年（昭和50年） | 41,805人                               |  |
| 1980年（昭和55年） | 43,530人                               |  |
| 1985年（昭和60年） | 44,150人                               |  |
| 1990年（平成2年） | 44,521人                               |  |
| 1995年（平成7年） | 45,918人                               |  |
| 2000年（平成12年） | 48,092人                               |  |
| 2005年（平成17年） | 49,429人                               |  |
| 2010年（平成22年） | 49,410人                               |  |
| 2015年（平成27年） | 49,000人                               |  |
| 2020年（令和2年） | 48,154人                               |  |

## 行政

### 市長
- 夏野修
4期目。任期は2024年（令和6年）11月28日から2028年（令和10年）11月27日まで。

| 代 | 氏名         | 就任          | 退任           |
| -- | ------------ | ------------- | -------------- |
| 1  | 五島円右衛門 | 1954年4月1日  | 1958年8月18日  |
| 2  | 大井敏雄     | 1958年9月14日 | 1966年9月13日  |
| 3  | 片岡清一     | 1966年9月14日 | 1969年11月30日 |
| 4  | 川辺俊雄     | 1970年1月18日 | 1986年1月17日  |
| 5  | 岡部昇栄     | 1986年1月18日 | 1998年1月17日  |
| 6  | 安念鉄夫     | 1998年1月18日 | 2004年10月31日 |

| 代 | 氏名     | 就任           | 退任           |
| -- | -------- | -------------- | -------------- |
| 1  | 安念鉄夫 | 2004年11月28日 | 2008年11月27日 |
| 2  | 上田信雅 | 2008年11月28日 | 2012年11月27日 |
| 3  | 夏野修   | 2012年11月28日 |                |

### 市役所
- 砺波市役所
  - 砺波市栄町7番3号
- 庄川支所
  - 砺波市庄川町青島401番地

## 立法

### 県政
砺波市から選出される富山県議会議員の定数は、2議席である。現在の任期は、2019年4月30日から2023年4月29日までである。
- 瘧師富士夫
- 米原蕃

### 国政
衆議院
砺波市は、高岡市・氷見市・小矢部市・南砺市・射水市と構成される比例北陸信越ブロック・富山県第3区が衆議院選挙区となる。
参議院
砺波市は、参議院北陸信越ブロック・富山県選挙区（全県区）に属し定数は2議席である。

## 経済

### 産業
砺波市に本社を置く主な企業
- サンエツ金属
- 北越
- 若鶴酒造（三郎丸蒸留所）
- 立山酒造
- 丸圓商店

砺波市内の主な事業所
- タカラスタンダード砺波工場
- 北陸コカ・コーラプロダクツ砺波工場（北陸コカ・コーラボトリングの関連企業）
- パナソニック・タワージャズ・セミコンダクター社砺波工場
- チューエツ砺波工場
- 文運堂富山工場
- 日本製麻本店・北陸工場
- KOKUSAI ELECTRIC砺波事業所[14]

農業協同組合
- となみ野農業協同組合（JAとなみ野）

## 姉妹都市・提携都市

### 国内
- むかわ町（北海道勇払郡・胆振総合振興局）
  - 1995年7月8日、旧庄川町と旧鵡川町との間で姉妹都市提携。
  - 2007年4月23日、新市町名で再度姉妹都市提携・災害時相互応援協定を締結。
- 安城市（愛知県）
  - 2006年5月1日、災害時相互応援協定を締結。
- 高岡市（富山県）
  - 2007年10月2日、災害時相互応援協定を締結。
- 小矢部市（富山県）
  - 2007年12月3日 災害時相互応援協定を締結。
- 金沢市（石川県）
  - 2008年2月8日、災害時相互応援協定を締結。

### 海外
- ヤロバ市（トルコ共和国 ヤロヴァ県）
  - 1989年10月3日姉妹都市提携[15]
- 盤錦市（中華人民共和国 遼寧省）
  - 1991年4月25日友好都市提携
- リッセ市（オランダ王国 南ホラント州）
  - 1992年4月21日姉妹都市提携

## 公共機関

### 警察
砺波警察署
- 北部駐在所
- 鷹栖駐在所
- 東野尻駐在所
- 五鹿屋駐在所
- 中野駐在所
- 庄西駐在所
- 庄東駐在所
- 庄川駐在所
- 栴檀野駐在所

### 消防
砺波地域消防組合が管轄する。なお、2011年3月31日までは砺波広域圏消防本部が管轄していた。
- 砺波消防署
  - 庄東出張所

### 医療
- 市立砺波総合病院

### その他施設
- 富山県の出先機関
  - 富山県砺波総合庁舎
    - 砺波農林振興センター
    - 砺波出納室
    - 総合県税事務所砺波相談室
    - 砺波地方県民相談室

  - 富山県西部家畜保健衛生所
  - 富山県農林水産総合技術センター園芸研究所
  - 和田川ダム管理事務所
  - 富山県立砺波学園
  - 県民公園頼成の森森林科学館
- 国の機関
  - 富山家庭裁判所砺波出張所
  - 砺波簡易裁判所
  - 法務省富山地方法務局砺波支局
  - 国税庁金沢国税局砺波税務署
  - 厚生労働省富山労働局砺波労働基準監督署
  - 厚生労働省富山労働局砺波公共職業安定所
  - 国土交通省北陸地方整備局利賀ダム工事事務所
  - 防衛省陸上自衛隊富山駐屯地

## 教育

### 保育所
- 砺波市立庄下保育所
- 砺波市立東部保育所
- 砺波市立東山見保育所
- 砺波市立青島保育所
- 砺波市立雄神保育所
- 砺波市立種田保育所

### 幼稚園
- 砺波市立般若幼稚園

#### 認定こども園
- 砺波市立出町認定こども園
- 砺波市立南部認定こども園
- 砺波市立北部認定こども園
- 砺波市立太田認定こども園
- ちゅうりっぷ認定こども園
- あぶらでん認定こども園
- たかのす認定こども園
- 出町青葉幼稚園
- 東般若保育園

### 小学校
- 砺波市立出町小学校
- 砺波市立庄南小学校
- 砺波市立砺波東部小学校
- 砺波市立砺波南部小学校
- 砺波市立砺波北部小学校
- 砺波市立庄東小学校
- 砺波市立鷹栖小学校
- 砺波市立庄川小学校

### 中学校
- 砺波市立出町中学校
- 砺波市立庄西中学校
- 砺波市立般若中学校
- 砺波市立庄川中学校

### 特別支援学校
- 富山県立となみ東支援学校

### 高等学校
- 富山県立砺波高等学校
- 富山県立砺波工業高等学校

### 各種学校
- 砺波准看護学院
- 砺波自動車学校
- 砺波建築高等職業訓練校
- 砺波板金高等職業訓練校

## マスメディア
新聞社
- 北日本新聞社砺波支社
- 富山新聞砺波総局

放送局
- 北日本放送砺波支社
- 富山テレビ放送砺波支社
- エフエムとなみ（コミュニティ放送局）

## 交通

### 鉄道路線

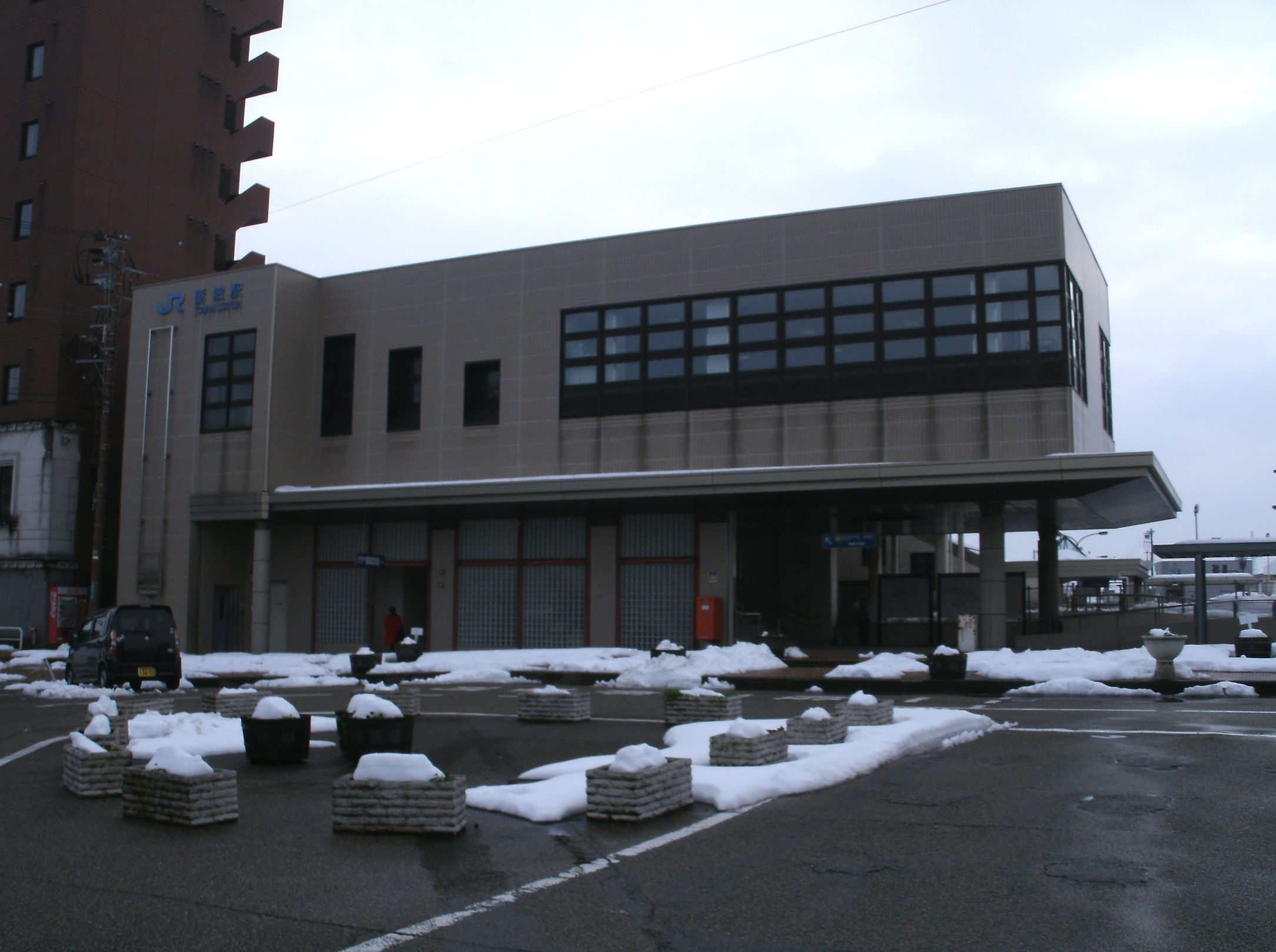
砺波駅

西日本旅客鉄道（JR西日本）
- 城端線：油田駅 - 砺波駅 - 東野尻駅

中心となる駅：砺波駅

### バス路線
- 加越能バス
  - 路線バスのほか、高速バス名古屋 - 高岡・砺波線が市役所前と砺波駅南から、高山線が砺波駅南口から利用できる。
- 砺波市営バス
  - 市がとなみ観光交通に運行を委託している。
- 南砺市営バス「なんバス」
  - 下梨井波線と利賀井波線が旧庄川町を通る。
- 富山地方鉄道
  - 高速バス富山 - 大阪線、富山 - 砺波・城端線が砺波駅に乗り入れる。
- イルカ交通：小矢部市芹川に本社を構える新興貸切バス会社。
  - 高速バス「きときとライナー」（名古屋 ‐ 五箇山・砺波・高岡）が砺波駅及びサンコー砺波インター店に乗り入れる。

### 道路

#### 高速道路
- 北陸自動車道：小矢部砺波JCT - 砺波IC - 高岡砺波スマートIC

#### 一般国道
- 国道156号
- 国道359号
- 国道471号

#### 都道府県道
主要地方道
- 富山県道9号富山戸出小矢部線
- 富山県道11号新湊庄川線
- 富山県道16号砺波小矢部線
- 富山県道17号砺波庄川線
- 富山県道20号砺波福光線
- 富山県道25号砺波細入線
- 富山県道40号高岡庄川線
- 富山県道48号福光福岡線
- 富山県道66号高岡砺波線
- 富山県道72号坪野小矢部線

一般県道
- 富山県道133号山田砺波線
- 富山県道143号小森谷庄川線
- 富山県道239号井栗谷大門線
- 富山県道258号北高木出町線
- 富山県道259号北高木立野線
- 富山県道260号安養寺砺波線
- 富山県道261号砺波停車場線
- 富山県道346号山田湯谷線
- 富山県道370号富山庄川小矢部自転車道線
- 富山県道371号本町高木出線

#### 道の駅
- 庄川
- 砺波

### 船舶
- 庄川遊覧船：小牧 - 大牧

## 名所・旧跡・観光スポット・祭事・催事

### 祭事・催事
- 庄川峡桜まつり（4月上旬 - 中旬）

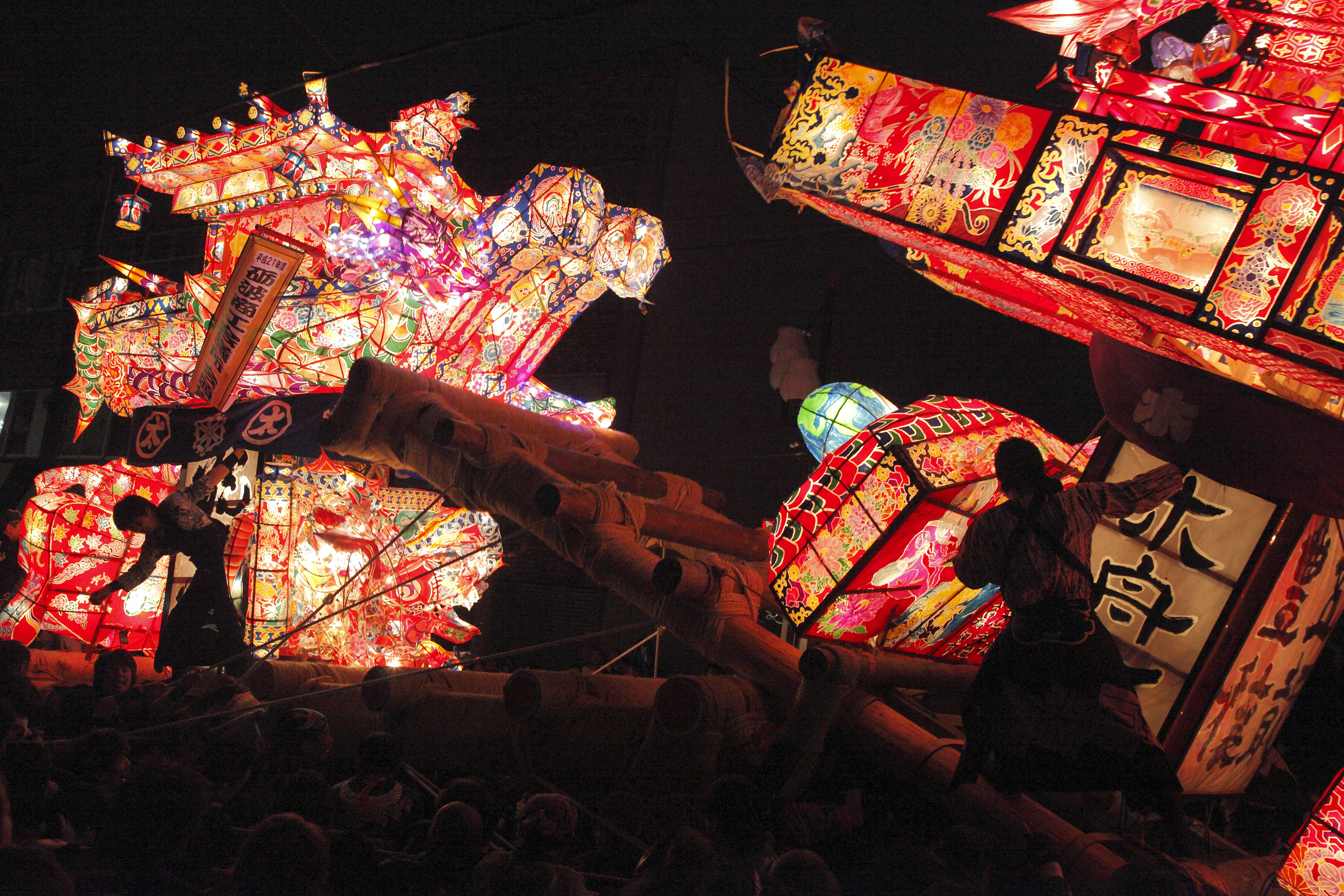
砺波夜高祭り

- となみチューリップフェア（4月下旬 - 5月上旬）
- 出町子供歌舞伎曳山（4月）- 出町神明宮、春の例祭の行事。
- 庄川観光祭（庄川夜高行燈）（6月）
- となみ夜高祭り（6月）
- 頼成の森花しょうぶ祭り（6月中旬-下旬）
- 庄川水まつり（8月）

庄川水記念公園で行われる夏のイベント。その名のとおり水にちなんだ各種催しが行われる。中でも1級河川庄川でダムが建設される前まで行われていた、木の流送を模した流木乗り選手権大会は一般の部が優勝賞金30万円ということもあり例年多くの参加者でにぎわう。
- となみ野花火大会（8月15日）
- となみ伝承やぐら大祭（となみ産業フェア パワー博）（9月上･中旬）
- 増山城戦国祭り（9月下旬）
- となみ夢の平コスモスウォッチング（10月上旬-下旬）
- スカイフェスとなみバルーン大会（10月上旬）
- 庄川ゆずまつり（11月中旬）
- チューリップ公園KIRAKIRAミッション（12月上旬-下旬）
- 厄払い鯉の放流[16]（1月7日）

### 名所・旧跡・観光スポット
- 砺波チューリップ公園
- チューリップ四季彩館
- 砺波市美術館
- 富山県花総合センター（エレガガーデン）
- 砺波市出町子供歌舞伎曳山会館
- 砺波郷土資料館
- 砺波民具展示室
- 砺波市埋蔵文化財センター「しるし」

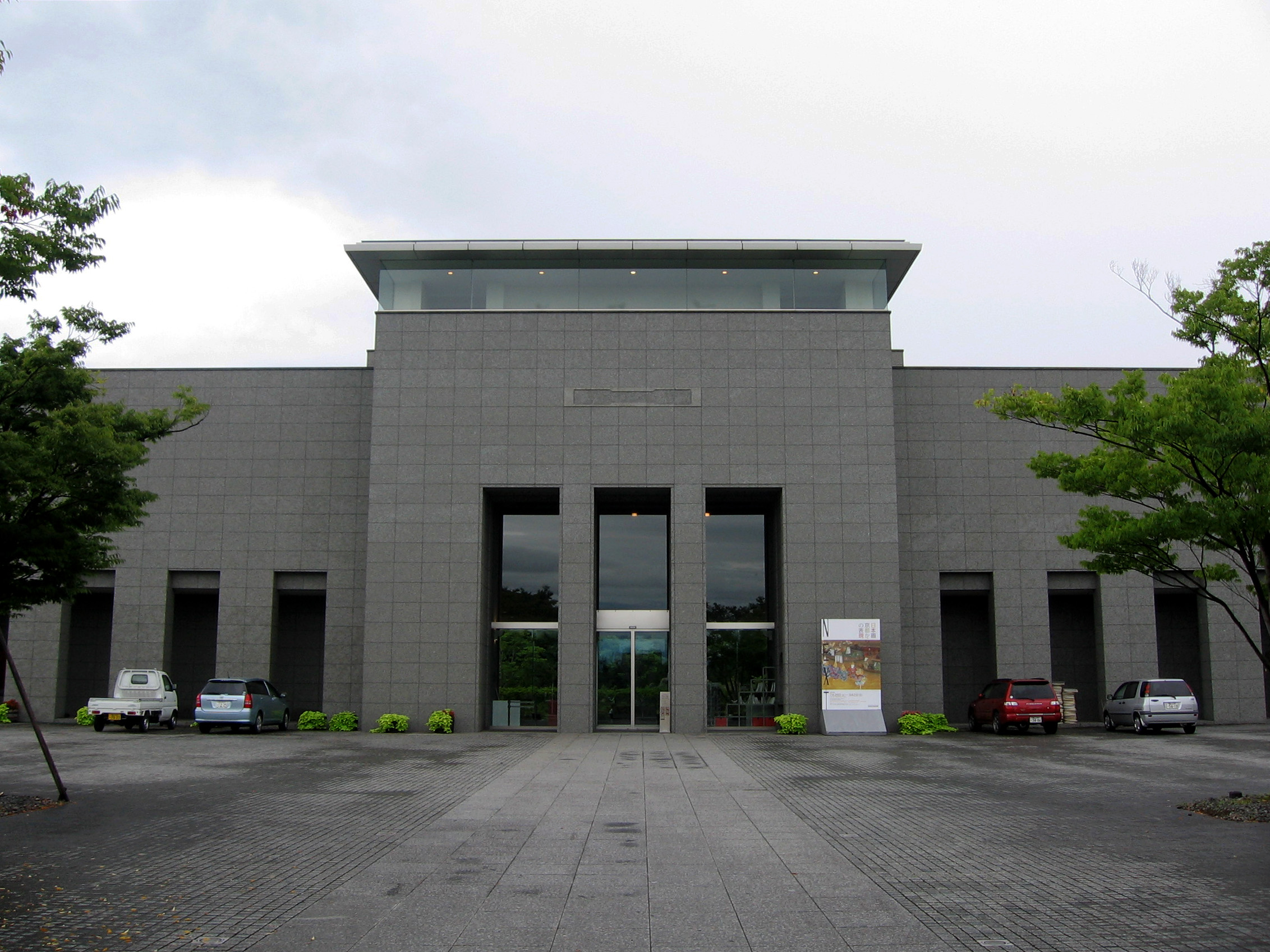
砺波市美術館

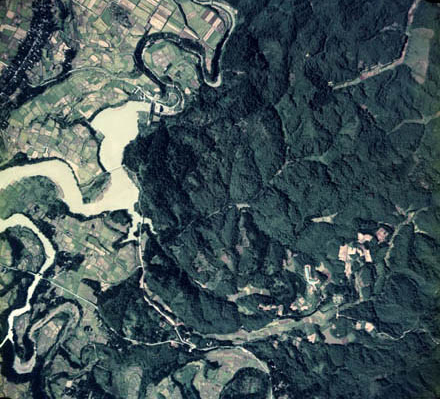
増山城と城下の空中写真。

- 砺波市文化会館 - 1,207席の大ホールなどを備えた文化施設[17]
- かいにょ苑（旧金岡家住宅）
- となみ散居村ミュージアム
- 庄川温泉郷
- 庄川水記念公園
- 庄川特産館
- 庄川ウッドプラザ
- 庄川水資料館
- 鯉恋の宮
- 松村外次郎記念庄川美術館
- ゆずの郷 やまぶき
- 庄川大仏
- 庄川清流パーク（パット･パークゴルフ場）
- 庄川峡湖上遊覧
- 小牧ダム
- 閑乗寺高原 夢木香村
- となみ夢の平スキー場
- 散居村展望台･展望広場
- 増山城跡（国指定史跡、続日本100名城） - 越中三大山城の一つ。全国山城サミット加盟城郭。上杉謙信が３回も攻めたとされ、「増山之事、元来嶮難之地」（増山城は、古くから攻めるのが難しい城である。）とした書状が伝わっている[18]。
- 千光寺 (砺波市)
- 県民公園頼成の森（森林浴の森100選）
- 上和田緑地キャンプ場
- 久泉遺跡
- 雄神神社
- 瓜裂清水（名水百選）
- 午飯岡
- 川田八幡宮（西宮森八幡宮）
- 千代ヶ様城跡
- 壇城（庄ノ城）
- 小倉の土居跡
- 鷹栖館

## 名産・特産
- チューリップ（球根、切花）
- 種もみ
- ウイスキー

## 郵便番号・電話番号
郵便番号　939-13XX（旧砺波市内、庄東・庄川地域を除く）939-14XX（庄東地域）　932-03XX（旧庄川町内）
電話番号　0763-XX-XXXX（全市内）

## 出身者

### 政治家・実業家・軍事
- 片岡清一 (政治家）
- 佐藤助九郎（実業家、佐藤工業創業者）
- 若狭得治（実業家、全日本空輸社長）
- 大矢四郎兵衛（実業家）
- 河辺正三（軍人）
- 河辺虎四郎（軍人）
- 小川伸一（軍事学者）

### 文化人
- 林清納（洋画家）
- 藤森兼明（洋画家）
- 川辺外治（洋画家）
- 清原啓一（洋画家）
- 鍋島弘蔵（詩人・コラムニスト、元富山新聞社長）
- 山田和（ノンフィクション作家）
- 森田ゆき（漫画家）

### スポーツ
- 老松一吉（フィギュアスケート選手）
- 小柳芦太郎（力士）
- マサ北宮（プロレスラー）
- 紺田敏正（プロ野球選手）

### 芸能・報道
- 鷹西美佳（日本テレビアナウンサー）
- 石田瑠美子（岩手朝日テレビアナウンサー）
- 仲八郎（芸人）
- 前田朱由（元NHKキャスター）
- タナベマサキ（司会者、ラジオパーソナリティ）
- 鼻毛の森(ミュージシャン)
- はじめしゃちょー (YouTuber)

## 砺波市を舞台とする作品
- 熱きまなざし：砺波市を舞台としたNHKのテレビドラマ。1989年4月21日制作[19]、1990年3月下旬より放送[20]。

## PR等
- 砺波市のシンボルキャラクターとして「チューリ君」、「リップちゃん」、「ユズ太くん」、「ユズ香ちゃん」がある[21]。
- とやま城郭カード：文化財保護意識の啓発を目的に、市教育委員会が2018年（平成30年）から発行し始めたトレーディングカード[22]。2024年（令和6年）現在、全100種[23]。